# Jackass
 (novembre 2017).
Si vous disposez d'ouvrages ou d'articles de référence ou si vous connaissez des sites web de qualité traitant du thème abordé ici, merci de compléter l'article en donnant les références utiles à sa vérifiabilité et en les liant à la section « Notes et références ».
Jackass (« casse-cou » ou « bourricot ») est une émission de télévision américaine en 25 épisodes d'une vingtaine de minutes, diffusée entre le 1er octobre 2000 et le 12 août 2001 sur MTV.
Produite initialement en 1999, on y voit essentiellement un groupe de jeunes adultes exécuter des cascades dangereuses et autres fantaisies sans autre but que de faire rire.
Au Québec, elle est diffusée à partir du 20 septembre 2004 sur MusiquePlus.
Depuis 2002, six productions de Jackass sont sorties sur le grand écran, et produites par MTV associé à Paramount Pictures. MTV continue à diffuser les dérivés de Jackass tel que Viva La Bam, Wildboyz, Homewrecker.
En 2008, Entertainment Weekly a classé Jackass 68e dans les meilleures émissions de ces 25 dernières années.

## Définition du titre
Le mot jackass est un mot d'argot anglais pouvant se traduire en français par niais, bougre d’âne ou crétin.
Le dictionnaire Le Petit Larousse 2002 indique la définition suivante à la page 969 : STUPIDE adj. (lat. stupidus), FUMIER adj.(arg.vulgarius)= Jackass
1. Qui manifeste un esprit lourd et pesant, un manque d'intelligence, de réflexion
2. Dénué de sens de justification, absurde.

### Naissance deJackass
Le magazine de skateboard et d'humour Big Brother engendra ce show par l’intermédiaire de Jeff Tremaine, Dave Carnie, Rick Kosick et Chris Pontius ; d'autres, dont Johnny Knoxville et Dave England, l'enrichirent par leurs contributions régulières. Quand Johnny Knoxville lança l’idée de tester différents appareils de self-défense sur lui-même, Jeff Tremaine suggéra de le filmer. Une vidéo qui apparut sur la deuxième vidéo de skate de Big Brother. Plusieurs tournages suivirent, et la popularité de Johnny Knoxville grimpa dans le monde Undergound du skateboard. Un pilote vit le jour peu de temps après, monté par Tremaine, Carnie, Cliver et Knoxville, contenant des cascades de CKY et CKY2K. Différents réseaux l’achetèrent par l'intermédiaire de l’ami de longue date de Tremaine et légende des vidéos musicales, Spike Jonze. MTV l'adopta : Jackass était né.

## Les membres de Jackass
Membres réguliers
- Johnny Knoxville, le leader de Jackass
- Bam Margera, skater professionnel
- Chris Pontius alias Party Boy, Bunny The Lifeguard, Chief Roberts, Garbageman
- Steve-O casse-cou professionnel
- Ryan Dunn alias « Random Hero » (décédé dans un accident automobile)
- Preston Lacy
- Jason « Wee Man » Acuña
- Dave England
- Ehren McGhehey alias « Danger Ehren »
- Raab Himself
- Brandon DiCamillo

### Autres membres occasionnels
Équipe :
- Jeff Tremaine, réalisateur
- Rick Kosick, principal cameraman
- Spike Jonze, créateur et producteur
- Dimitry Elyashkevich, producteur et cameraman
- Greg Iguchi, alias guch
- Sean Cliver, producteur
- Lance Bangs, documentarian

Invités
- Rake Yohn
- Loomis Fall, alias Captain mMrgan, batteur d'un groupe de rock
- Mike Kassak
- Dave Carnie, ancien éditeur du Big Brother Magazine
- Chris Nieratko, ancien auteur du Big Brother Magazine et mangeur de 50 œufs à la suite !
- Jason Raumus alias j2
- Stephanie Hodge
- Brandon Novak, skater professionnel, cascadeur, membre du groupe CKY et ami de Bam Margera.(Jackass number two;3D et 3.5)
- Phil et April Margera, parents de Bam et le plus souvent victimes de ses harcèlements réguliers.
- Jess Margera, frère aîné de Bam et batteur du groupe CKY.
- Manny Puig, aide Steve-O et Chris Pontius à ne pas se faire manger par les animaux.(wildboyz)
- Tony Hawk, skater professionnel
- Eric Koston, skater professionnel, apparait dans Jackass The Movie et également dans l'intro de Jackass 3D
- Mat Hoffman, pilote de BMX professionnel
- Brad Pitt, acteur, participe aux deux derniers épisodes de la série (3.8 et 3.9) diffusés en 2002, notamment déguisé en gorille sur un kart à pédale
- Gene Simmons, a fait l'intro d'un épisode de Jackass
- Seann William Scott, a participé au film Jackass 3D ou il a été arbitre d'un jour
- Britney Spears, est passée dans un épisode d'une des séries.

## Films
Série TV :
- Jackass (TV series) (MTV, 2000-2002)
- Jackassworld.com: 24 Hour Takeover (MTV Special, 2008)

Films :
- Jackass, le film (2002)
- Jackass: Number Two (2006)
- Jackass 2.5 (Scène coupée de Jackass: Number Two, 2007)
- Jackass 3D (2010)
- Jackass 3.5 (Scène coupée de Jackass 3D, 2011)
- Jackass Presents: Bad Grandpa (2013)
- Jackass Forever (2022)

DVD :
- Jackass: The Box Set (2005)
- Jackass Presents Mat Hoffman's Tribute to Evel Knievel (2008)
- Jackass The Lost Tapes (Une sorte de best-of de la série, 2009)

## Controverse
L'émission a été décriée pour avoir encouragé des adolescents et enfants à effectuer des cascades qui ont causé un certain nombre de décès et de blessures, malgré le message préventif avant chaque épisode. En 2001, le sénateur américain Joseph Lieberman du Connecticut demanda à MTV de retirer complètement l'émission des ondes, ou de modérer son contenu.

## Anecdotes
- En 2002, Jackass est nommé aux Razzie Awards pour le film le plus flatulent à destination des ados.
- Le film Jackass Number Two sera remboursé (budget de 11 millions de dollars) et bénéficiaire le jour de sa sortie dans les salles de cinéma aux États-Unis[réf. nécessaire].
- Le 20 juin 2011, Jackass est en larmes après avoir perdu l'un de leurs plus grands amis et membre du collectif, Ryan Dunn. Johnny Knoxville, en tant que porte-parole de l'équipe, déclare qu'ils ne tourneront probablement pas d'autre films, car « Jackass sans Ryan Dunn, ce n'est plus Jackass ».

## Apparitions dans d'autres séries télévisées
Plusieurs autres séries, profitant du phénomène Jackass, utilisèrent cette émission pour dénoncer certaines choses. [réf. nécessaire]
Par exemple, dans l'épisode 15 de la saison 4 de South Park, Camp de régime, Kenny, prêt à tout pour de l'argent, n'hésite pas à faire de la trash TV. Cet épisode inclut une caricature de Johnny Knoxville. On parle des Jackass, mais plus pour se moquer de la trash TV plutôt que pour en faire un modèle du genre.
Dans un épisode de Les Griffin, Peter, Quagmire, Cleveland et Joe regardent Jackass à la télévision où la scène montre Chris Pontius tirer avec un fusil à pompe sur Johnny Knoxville.
Dans Malcolm, épisode Sévir et protéger (Saison 6, épisode 8) : Reese est filmé en direct sur Jackass pour grimper sur le plongeoir, casqué et ceinturé de feux d'artifice allumés.